# Dischidia neurophylla
Dischidia neurophylla là một loài thực vật có hoa trong họ La bố ma. Loài này được Lauterb. & K.Schum. mô tả khoa học đầu tiên năm 1898.